# Vattay Antal
Vitéz Vattay Antal Pál 1929-ig Vetter Antal (Sopron, 1891. augusztus 13. – Budapest, XI. kerület, 1966. november 2.) magyar katonatiszt, altábornagy a második világháború alatt.

## Családja és származása
Édesapja, a római katolikus polgári származású Vetter Pál (1856–1917), magyar királyi szőlészeti és borászati felügyelő, édesanyja, a nemesi származású, frenzlheimi Frenzl Karola (1855–1930) volt. Testvérei vitéz Vattay Ferenc (1898–1988), csendőr alezredes, és Vetter Karola, akinek a férje, boronkai Boronkay László (1871–1938), Zemplén vármegye árvaszéki elnöke, tartalékos huszárfőhadnagy volt. Vattay (Vetter) Antal unokahúgai leánytestvére révén: Boronkay Ilona, akinek a férje Imrik Endre (1901–1991), m. kir. méneskari huszár-alezredest; Boronkay Borbála, akinek a férje dr. Zombory László (1908–1971), pénzügyi fogalmazó, valamint Boronkay Karola.

## Élete
Vattay Antal a bécsújhelyi Katonai Akadémián végzett 1912. augusztus 18-án hadnagyi ranggal. Fiatal katonatisztként harcolt az első világháború alatt a nyíregyházi császári és királyi 14. huszárezredben. A gorlicei áttörésnél Volhiniában harcolt. Később, 1918-ban, a piavei harcokban az 5. század parancsnokáként vett részt, ahol egy támadás során olasz hadifogságba került. A háború után szabadon bocsátották és 1920-tól a miskolci körletparancsnokságon szolgált: ott 1920-1921-ben a 7. körletparancsnokságon nemzetvédelmi tiszt volt századosi rendfokozattal. Ekkor ismerkedett meg a nyékládházi földbirtokos nemesi négyesi Szepessy családdal és hamarosan el is vette feleségül négyesi Szepessy Eleonóra kisasszonyt. Röviddel ezután elvégezte a Hadiakadémiát, majd József főherceg szárnysegédje volt. 1922. március 1. és 1928. október 22. között Horthy Miklós kormányzó szárnysegédje volt. 1928-tól 1932-ig ismét Miskolcon anyagi vezérkari tiszt és őrnagyként szolgált. Ez idő alatt jó baráti viszonyok alakultak ki Lenz József (1897–1965) nyékládházi földbirtokossal, tartalékos huszárfőhadnaggyal, gyümölcs-nagykereskedővel, akinek a lánya szintén jó barátságban is volt Vattay Antal lányával. 1929-ben megváltoztatta a vezetéknevét Vattayvá. Szárnysegédi szolgálata után, a 7. vegyesdandár anyagi vezérkari tisztjének nevezték ki, és 1932-től a HM VI-2. osztályán tevékenykedett. 1935-től a lovassági felügyelő melletti vezérkari tisztként szolgált. 1937-től Szegeden az 5. vegyesdandár vezérkari főnökéke lett, ahonnan 1939. január 15-én Kormányzó Katonai Irodájába főnökhelyettesnek osztották be. 1940. december 24-től Nyíregyházára került. Az 1941. évi délvidéki, illetve az ukrajnai hadműveletekben az 1. lovasdandár élén vett részt.
1942. október 1-től, a lovassági alakulatok utolsó átszervezése után, az 1. lovashadosztály parancsnoki teendőit látta el. 1944. augusztus elején a magyar II. tartalék hadtest parancsnokaként irányította a Varsó környékére visszaszorult magyar megszálló seregtesteket. A Lengyel Honi Hadsereg főparancsnokának, Bor-Komorowski tábornoknak kérésére, két közlekedési útvonalat biztosított a németek által körülzárt varsói felkelők részére. Nem maradhatott tovább csapatai élén, mivel rövid időn belül ez a tette a németek tudomására jutott. 1944. augusztus 17-től főhadsegédként a Kormányzó Katonai Irodájának vezetését vette át. Vattay jelentős szerepet játszott a háborúból való kiugrás október 15-i, végül is balul sikerült kísérletének előkészítésében. A Kormányzó legszűkebb köréhez tartozott. Német, nyilas, majd amerikai fogsága után 1946. június 16-án tért haza. 1951. november 2-án az Államvédelmi Hatóság letartóztatta. A Budapesti Katonai Bíróság „háborús bűntett és a demokratikus államrend megdöntésére irányuló szervezkedésben való tevékeny tagként való részvétel miatt" tízévi börtönbüntetésre ítélte. 1956. augusztus 31-én ideiglenesen szabadlábra helyezték, majd 1957. november 22-én büntetését háromévi próbaidőre felfüggesztették.
1966. november 2-án hunyt el Budapesten. A koholt vádak alól 2001. június 25-én a Legfelsőbb Bíróság Felülvizsgálati Tanácsa bűncselekmény hiányának megállapításával tisztázta.

## Házassága és leszármazottjai

A négyesi Szepessy család címere (a Siebmacher féle könyvből)

1921. március 3-án Miskolcon, feleségül vette a református vallású ősrégi nemesi származású négyesi Szepessy családból való négyesi Szepessy Eleonóra (Nagyvárad, 1899. október 3. – Budapest, 1988. szeptember 1.) kisasszonyt, akinek a szülei négyesi Szepessy András (1875–1916), császári és királyi kamarás, a Mária Terézia-rend lovagja, nyékládházi földbirtokos, és csongrádi Baghy Eleonóra (1881–1921) voltak. A menyasszony apai nagyszülei a református nemesi származású négyesi Szepessy András (1835–1890), földbirtokos, és okolicsnai Okolicsányi Mária (1839–1884) voltak. A menyasszony anyai nagyszülei csongrádi Baghy József (1840–1881), földbirtokos, és beszednyei Beszedits Irén (1858–1935) asszony voltak.
 Vattay Antalné Szepessy Eleonóra nagynénje, négyesi Szepessy Aranka, akinek a férje botházi Egry Zoltán (1874–1941) huszár ezredes, országgyűlési képviselő, nyékládházi földbirtokos volt. Vattay Antalné Szepessy Eleonóra leánytestvérei: négyesi Szepessy Aranka (1901–1966), akinek a férje négyesi Szepessy Géza (1895–1969), cs. és kir. huszárzászlós, honvédelmi minisztériumi miniszteri tanácsos, a Hadisegély Osztály helyettes vezetője, Borsod vármegyei főszolgabíró, johannita lovag, négyesi Szepessy Mária (1904–1976), akinek a férje Magasházy Béla (1899–1973), okleveles gépészmérnök, az Iparügyi Minisztériumi osztályvezető, magántervező; valamint négyesi Szepessy Rózsa, akinek a férje vitéz gálocsi Gálocsy Zsigmond (1892–1977), kohómérnök, a budapesti Műegyetem magántanára, a brüsszeli Műegyetem volt professzora volt. Vattay Antal és Szepessy Eleonóra házasságából született:
- Vattay Eleonóra Mária (Budapest, 1924. június 25.–).[31] Férje: William James Macdonald Paterson (Glasgow, Egyesült Királyság, 1911. április 13. – London, Egyesült Királyság, 1976. február 24.), diplomata, kereskedelmi tanácsos, az Egyesült Királyság külön kiküldött főbiztosa Indiában.
- Vattay Antal (Miskolc, 1929. szeptember 19. – Gödöllő, 1984. augusztus 16.), okleveles szakmérnök. Felesége: nagykászonyi Kászonyi Veronika (Makó, 1930. szeptember 13. – Gödöllő, 1986. november 9.), nagykászonyi Kászonyi Richárd, az egykori Csanád vármegye főispánjának a lánya.[32]

## Fő műve
- Vattay Antal naplója 1944–1945. S. a. rend., bev., jegyz. Vígh Károly. Budapest, 1990, Zrínyi (Sisak és cilinder)[33]